# Porto Amboim
Porto Amboim és un municipi de la província de Kwanza-Sud. Té una extensió de 3.646 km² i 119.742 habitants. Comprèn les comunes de Porto Amboim i Kapolo. Limita al nord amb el municipi de Quiçama, a l'est amb els de Quilenda i Amboim, al sud amb el de Sumbe, i a l'oest amb l'oceà Atlàntic.

## Història
On hi ha l'actual ciutat existia un llogaret anomenat Kissonde o Quissonde. Els portuguesos van intentar colonitzar la regió en 1587, fundant la població de Benguela Velha. Aquest poblat va ser abandonat poc després, i reconstruït on avui se situa la ciutat de Benguela.
Després segles d'estancament, en 1771 els portuguesos van tornar al lloc original i van construir novament el poble de Benguela Velha, actual Porto Amboim. En 1870 es va fundar la primera freguesia civil i en 1912 es constitueix en municipi.
Va ser la seu de la capitania en 1913, que servia per donar suport a la colonització de l'altiplà d'Amboim. El 3 de setembre de 1910 es va establir l'estació postal de Benguela Velha, per l'Ordenança Provincial signada pel llavors governador general d'Angola José Augusto Alves Roçadas. L'estaciópostal tenia el rang de tercera classe, quedant a càrrec de l'alcalde de la població. Porto Amboim està lligat directament al conreu del cafè desenvolupat des dels anys 1920. Fou enllaçat per ferrocarril de via estreta amb Gabela el 1922‐1925. El 10 de setembre de 1923 és elevada a la categoria de vila i pren el nom de Porto Amboim. El 15 de gener de 1974 passà a ciutat.